# Henri Cartan
Henri Paul Cartan (Nancy, 8 de julho de 1904 — Paris, 13 de agosto de 2008) foi um matemático francês. Filho de Élie Cartan.

## Vida
Cartan estudou no Lycée Hoche em Versalhes, prosseguindo na Escola Normal Superior de Paris, com doutorado em matemática. Lecionou na Universidade de Estrasburgo, de novembro de 1931 até o início da Segunda Guerra Mundial, quando ocupou posições acadêmicas em diversas universidades francesas, passando a maior parte do tempo em Paris.
Conhecido por seu trabalho em topologia algébrica, particularmente com cohomology operation, homotopy group de Killing e group cohomology. Seus seminários em Paris após 1945 abrangeram a base da several complex variables, teoria dos feixes, sequências espectrais e álgebra homológica, em tal forma que influenciou decididamente o trabalho de Jean-Pierre Serre, Armand Borel, Alexander Grothendieck e Frank Adams, entre outros luminares da nova geração. O número oficial de seus estudantes é pequeno, porém inclui Adrien Douady, Roger Godement, Jean-Pierre Serre e René Thom.
Cartan foi membro fundador do Grupo Bourbaki, e um de seus mais ativos participantes. Seu livro, em coautoria com Samuel Eilenberg, Homological Algebra (1956), trata de assuntos fundamentais da matemática com abstração moderada e teoria das categorias.
Cartan usou sua influência para obter a libertação de alguns matemáticos dissidentes, incluindo Leonid Plyushch e José Luis Massera. Por seus esforços humanitários recebeu o Pagels Award da Academia de Ciências de New York.
Morreu em 13 de agosto de 2008, com 104 anos. Foi sepultado em Die.

## Condecorações
Recebeu o Prêmio Wolf de Matemática de 1980. Foi membro da Académie des Sciences, eleito em 1974. Foi membro estrangeiro da Finnish Academy of Science and Letters, Royal Danish Academy of Sciences and Letters, Royal Society, Academia de Ciências da Rússia, Academia Real das Ciências da Suécia, Academia Nacional de Ciências dos Estados Unidos, Polish Academy of Sciences e de outras academias e sociedades.

## Publicações selecionadas
- Sur les systèmes de fonctions holomorphes à variétés linéaires lacunaires et leurs applications, thèse, 1928
- Sur les groupes de transformations analytiques, 1935.
- Sur les classes de fonctions définies par des inégalités portant sur leurs dérivées successives, 1940.
- Espaces fibrés et homotopie, 1949-1950.
- Cohomologie des groupes, suite spectrale, faisceaux, 1950-1951.
- Algèbres d'Eilenberg - Mac Lane et homotopie, 1954-1955.
- Fonctions automorphes, 1957-1958.
- Quelques questions de topologie, 1958.
- Homological Algebra (with S. Eilenberg), Princeton Univ Press, 1956 [5]
- Séminaires de l'École normale supérieure (called "Séminaires Cartan"), Secr. Math. IHP, 1948-1964; New York, W.A.Benjamin ed., 1967.
- Théorie élémentaire des fonctions analytiques, Paris, Hermann, 1961 (translated into English, German, Japanese, Spanish and Russian).
- Calcul différentiel, Paris, Hermann, 1967 (translated into English, Spanish and Russian).
- Formes différentielles, Paris, Hermann, 1967 (translated into English, Spanish and Russian).
  - Differential Forms, Dover 2006
- Œuvres — Collected Works, 3 vols., ed. Reinhold Remmert & Jean-Pierre Serre, Springer Verlag, Heidelberg, 1967.
- Relations d'ordre en théorie des permutations des ensembles finis, Neuchâtel, 1973.
- Théorie élémentaire des fonctions analytiques d'une ou plusieurs variables complexes, Paris, Hermann, 1975. 
  - Elementary theory of analytic functions of one or several complex variables, Dover 1995
- Cours de calcul différentiel, Paris, Hermann, 1977.
- Correspondance entre Henri Cartan et André Weil, Paris, SMF, 2011.[6]